# Gordana Šövegeš Lipovšek
Gordana Šövegeš Lipovšek, slovenska zgodovinarka, arhivistka, raziskovalka, madžarskega rodu, * 1975
Rodila se je v prekmurski madžarski družini. Osnovno šolo je obiskovala v Lendavi, kjer je končala tudi srednjo ekonomsko šolo. Leta 1994 je začela študirati na Pedagoški fakulteti Univerze v Mariboru in si leta 2000 pridobila naziv profesorica zgodovine in geografije. V Pokrajinskem arhivu Maribor se je zaposlila leta 2001 kot arhivistka. Strokovni izpit je opravila julija 2002. Leta 2007 je pridobila strokovni naziv višja arhivistka, leta 2014 arhivska svetovalka.
Aktivno sodeluje pri organiziranju t.i. mednarodnih raziskovalnih taborov. Pokrajinski arhiv v Mariboru v sodelovanju z arhivoma v Sombotelu in Zalaegerszegu na Madžarskem vsako leto organizira tabore v Prekmurju in na Madžarskem, ki se jih udeležujejo tako slovenski kot madžarski dijaki.
Je avtorica številnih razprav, znanstvenih člankov in knjig v slovenskem in madžarskem jeziku. Sodeluje pri prevajanju in sestavljanju znanstvenih zbirk in monografij. Glavna tema njenega raziskovanja so Prekmurci v prvi svetovni vojni.